# Isogona albistellata
Isogona albistellata är en fjärilsart som beskrevs av George Francis Hampson 1926. Isogona albistellata ingår i släktet Isogona och familjen nattflyn. Inga underarter finns listade i Catalogue of Life.